# Décembre 1952

## Évènements
- 1er décembre : Adolfo Ruiz Cortines succède à Miguel Alemán Valdés, à la présidence du Mexique.

- 2 décembre : 
  - Victoire française de Na-San en Indochine. Les enseignements tirés de cette défaite Việt Minh ont permis au général Giáp de gagner la bataille de Điện Biên Phủ.
  - Le dictateur du Venezuela Marcos Pérez Jiménez annule les élections, organise un plébiscite et déclare qu’il veut rester au pouvoir indéfiniment (fin en 1958). Les partis d’opposition (illégaux) protestent énergiquement.
  - Premier vol de l'appareil de recherche Shorts SB-5. Cet appareil sera utilisé par la suite pour le développement de l'English Electric P 1 et du Lightning.

- 3 décembre : exécution de Rudolf Slánský et de neuf autres coaccusés en Tchécoslovaquie.

- 4 décembre : premier vol du l'avion de lutte anti-sous-marine américain Grumman S-2 Tracker.

- 5 décembre : 
  - le secrétaire de l’Union générale tunisienne du travail, Farhat Hached, est assassiné par la Main Rouge avec la complicité de la police. Le bey refuse de collaborer avec le résident général et engage une grève du sceau.
  - Le deuxième Douglas DC-6B de la compagnie SAS effectue la liaison Los Angeles-Copenhague, via Edmonton et Thulé : 30 h de voyage dont 22 h de vol, via le Pôle (vol de livraison de ce DC-4 Hïalmar Viking piloté par Aschim).

- 7 - 8 décembre : émeutes de Casablanca au Maroc à la nouvelle de l’assassinat de Farhat Hached. Le résident général dissout l’Istiqlal et en arrête les chefs.

- 12 décembre : congrès mondial des peuples pour la Paix, à Vienne, par le Conseil mondial de la paix.

- 15 décembre[1] : Code du Travail d’Outre-Mer en France.

- 16 décembre :
  - Inde : décès de Potti Sreeramulu, leader régionaliste gandhien, à la suite d'une grève de la faim pour la création d’un État séparé[2]. Agitation populaire soutenue par le Parti communiste en pays telugu après sa mort.
  - Le Princeton, opérant dans le Sea Test Range du Naval Air Missile Test Center (NAMTC), catapulte deux appareils de contrôle F2H-2P avant de lancer un missile d’assaut Regulus. Les pilotes des avions de contrôle guident alors le missile vers sa cible à San Nicolas Island, où ils transfèrent le contrôle à d’autres pilotes qui font « atterrir » le missile avec succès.

- 21 décembre :
  - L’Italien I. Guagnellini, sur Ambrosini GF-4, établit un record de vitesse (sous-classe C1a) sur 100 km en circuit fermé de 249,861 km/h (poids de l’appareil : 498,8 kg).
  - La Française Jacqueline Auriol, sur Mistral type 53, établit un record de vitesse sur 100 km de 855,920 km/h.

- 22 décembre : le pilote Sepp Bauer effectue sa première mission de sauvetage par hélicoptère à Davos à bord d’un Hiller 360.

- 23 décembre, France : 
  - chute du gouvernement Antoine Pinay dont le président du Conseil est Joseph Laniel.
  - arrivée à La Barbade du Dr Alain Bombard, naufragé volontaire, après sa traversée de l'Atlantique en 63 jours appliquant des principes qui transformeront complètement les règles et les perspectives de survie des naufragés en mer.

- 24 décembre : premier vol du bombardier stratégique britannique Handley Page Victor.

- 31 décembre : 
  - Víctor Paz Estenssoro procède à la nationalisation des mines d’étain et créé la Compagnie minière bolivienne (COMIBOL).
  - Le Collier Trophy est attribué à L.S. Hobbs.
  - Le de Havilland Trophy est remporté par l’Anglais D.W. Morgan.
  - Le R.A.C. Jubilee Trophy est remporté par l’Anglais W.P.I. Fillingham.

## Naissances
- 4 décembre : Ronald M. Sega, astronaute américain.
- 5 décembre : 
  - Günther Förg, peintre allemand († 5 décembre 2013).
  - Silvana Nappi, femme politique italienne.
- 7 décembre : Susan Collins, sénatrice des États-Unis pour le Maine depuis 1997.
- 8 décembre : Marc Barvais, homme politique belge de langue française.
- 9 décembre : Leonor Acuña, linguiste argentine
- 12 décembre : 
  - Herb Dhaliwal, ancien homme politique.
  - Aminata Touré, femme politique guinéenne († 12 janvier 2022).
- 14 décembre : François Soudan, journaliste français.
- 19 décembre : Martine David, personnalité politique française († 16 février 2025).
- 23 décembre : Jean-Luc Lahaye, chanteur, auteur, compositeur et animateur de télévision français.
- 24 décembre : Lorne Calvert, premier ministre de la Saskatchewan.
- 25 décembre : Desireless, chanteuse française.
- 26 décembre : Cleopas Dlamini, Homme d'État eswatinien  et premier ministre d'eswatini depuis 2021.
- 27 décembre : David Knopfler, cofondateur avec son frère Mark du groupe de rock britannique Dire Straits.
- 29 décembre : Joe Lovano, saxophoniste de jazz américain.

## Décès
- 4 décembre : Giuseppe Antonio Borgese (69 ans), journaliste politique, critique littéraire et écrivain italien (° le 12 novembre 1882).
- 5 décembre : Farhat Hached (41 ans), homme politique tunisien (° 2 février 1914).
- 31 décembre : Monthéus, chanteur engagé français (° 9 juillet 1872).